# Exoprosopa tamerlan
Exoprosopa tamerlan är en tvåvingeart som beskrevs av Josef Aloizievitsch Portschinsky 1887. Exoprosopa tamerlan ingår i släktet Exoprosopa och familjen svävflugor. Inga underarter finns listade i Catalogue of Life.